# مینک استل
مینک استـُل (انگلیسی: Mink Stole؛ زادهٔ ۲۵ اوت ۱۹۴۷) یک هنرپیشه و خواننده اهل ایالات متحده آمریکا است.

## گزیدهٔ آثار

### سینما
- فلامینگوهای صورتی (۱۹۷۲)
- پلی‌استر (۱۹۸۱)
- گریان (۱۹۹۰)
- سریال مام (۱۹۹۴)
- پیکر (۱۹۹۸)
- اما من (۱۹۹۹)
- شرم کثیف (۲۰۰۴)

### تلویزیون
- متأهل... دارای بچه (۱۹۹۷)